# 慶北運転免許試験場
慶北運転免許試験場（キョンブクじどうしゃうんてんめんきょしけんじょう）は、韓国大邱広域市達城郡花園邑にあった運転免許試験管理団の運転免許試験場。
聞慶運転免許試験場の開業に伴い閉鎖された。